# Bernd Patzke
Bernd Patzke (* 14. März 1943 in Berlin) ist ein ehemaliger deutscher Fußballspieler.

## Karriere
Seine ersten Fußballerfolge feierte der deutsche Jugend- und Amateurauswahlspieler in seiner Heimatstadt mit Minerva 93 Berlin. 1962 wechselte Patzke als Profi nach Belgien zu Standard Lüttich. Nach dem Gewinn der belgischen Meisterschaft holte ihn Trainer Max Merkel 1964 zum TSV 1860 München. Er absolvierte als Abwehrspieler zwischen 1964 und 1972 in der Bundesliga 202 Spiele für 1860 München und Hertha BSC und erzielte dabei sechs Tore. Mit den „Sechzgern“ wurde er 1966 Deutscher Meister.
Patzke kam zu 24 Einsätzen in der Nationalmannschaft. Er wurde bei der Fußball-Weltmeisterschaft 1966 in England mit der Mannschaft Vizeweltmeister und belegte bei der Fußball-Weltmeisterschaft 1970 in Mexiko mit dem Team den dritten Platz.
Am 30. Juli 1966 verlieh ihm der Bundespräsident das Silberne Lorbeerblatt.
Patzke war 1971 einer der Hauptbeteiligten am sogenannten Bundesligaskandal und wurde zunächst für 10 Jahre gesperrt. Da der südafrikanische Verband wegen der Apartheid von der FIFA ausgeschlossen worden war, galt die Sperre dort nicht. Patzke ging deshalb 1972 zusammen mit den Herthanern Wolfgang Gayer, Peter Enders und Hans-Jürgen Sperlich zu Durban City, mit dem er südafrikanischer Meister wurde. Anschließend wechselte er zum Hellenic FC nach Kapstadt, wo er auf seine ehemaligen Berliner Mannschaftskollegen Jürgen Weber, Arno Steffenhagen, Volkmar Groß und Wolfgang Gayer traf.
Am 26. November 1973 wurde er begnadigt und kehrte zu den „Löwen“ zurück, für die er noch zu 11 Einsätzen in der Regionalliga Süd kam. Ab 1975 arbeitete er als Trainer unter anderem für den ESV Ingolstadt-Ringsee und den Süd-Zweitligisten FK Pirmasens. Im September 1983 kehrte Patzke als Trainer zum TSV 1860 zurück und erreichte die Meisterschaft in der Bayernliga. Die „Löwen“ scheiterten jedoch in der Aufstiegsrunde zur 2. Liga. 1984 wurde er als Trainer während der laufenden Spielzeit wieder entlassen.
Im Jahre 1990 war Patzke Nationaltrainer des Oman.
Ab 1996 war Bernd Patzke als Spielerberater tätig.